# 我是一片云 (专辑)
《我是一片雲》是鳳飛飛個人第三十一張專輯；1977年1月歌林唱片發行。這一張專輯根據歌林唱片統計銷售突破45萬張；歌林唱片公司頒贈鳳飛飛的第一張金唱片。
該專輯是鳳飛飛與瓊瑤的首次合作；陸續合作有《月朦朧鳥朦朧》、《一顆紅豆》等暢銷專輯。其中專輯收錄由林青霞、秦漢、秦祥林主演的1977年電影《我是一片雲》主題曲與插曲。

## 專輯曲目
| 曲序 | 曲名           | 作詞   | 作曲   | 編曲   | 長度   | 備註 |
| A1   | 我是一片雲     | 瓊瑤   | 古月   | 林國雄 |        | 電影《我是一片雲》主題曲一 高凌風翻唱；收錄於〈姑娘的酒窩〉 林宛臻翻唱；收錄於〈舞不完醉人的舞步(一)〉 蔡幸娟翻唱；收錄於〈中國娃娃回想曲 4〉 關艾翻唱；收錄於〈海鷗飛處彩雲飛〉 齊秦翻唱；收錄於〈齊秦的世紀情歌之謎〉 劉依純翻唱；收錄於〈瓊瑤愛情館 4〉 |
| A2   | 如果你是一片雲 | 瓊瑤   | 古月   | 林國雄 |        | 電影《我是一片雲》插曲 |
| A3   | 詩情畫意       | 林煌坤 | 林家慶 | 林國雄 |        | 原唱：鄒娟娟 |
| A4   | 溫馨的回憶     | 陳曦   | 沈一鳴 | 林國雄 | 03'02" | 改編自細川たかし的歌曲心のこり 甄妮粵語版〈明日話今天〉翻唱；收錄於〈奮鬥〉 余天重新填詞〈天涯芳草〉翻唱；收錄於〈汪洋中的一條船〉 林慧萍翻唱；收錄於〈不要回頭看〉 江明學翻唱；收錄於〈相思何盼〉                                                         |
| A5   | 盼望的春天     | 陳真   | 陳真   | 林國雄 |        | |
| B1   | 松林的低語     | 瓊瑤   | 古月   | 林國雄 |        | 原名松林相會，電影《我是一片雲》插曲 林靈翻唱；收錄於〈情調重現 1〉 謝雷重新填詞翻唱；收錄於〈失戀酒〉 |
| B2   | 我是一片雲     | 瓊瑤   | 古月   | 林國雄 |        | 電影《我是一片雲》主題曲二 |
| B3   | 那句話         | 鄭貴昶 | 鄭貴昶 | 林國雄 |        | 原唱：江蕾 |
| B4   | 春夢了無痕     | 慎芝   | 尋古   | 林國雄 |        | 原唱：蕭孋珠 |
| B5   | 翠湖春曉       | 林煌坤 | 林家慶 | 林國雄 |        | 原唱：江蕾 |
| B6   | 不要回頭看     | 黃霑   | 顧嘉輝 | 林國雄 |        | 原唱：蕭孋珠 |

## 【卡帶】專輯曲目
| 曲序 | 曲名           | 作詞         | 作曲     | 編曲   | 長度   | 備註 |
| A1   | 我是一片雲     | 瓊瑤         | 古月     | 林國雄 |        | 電影《我是一片雲》主題曲一 高凌風翻唱；收錄於〈姑娘的酒窩〉 林宛臻翻唱；收錄於〈舞不完醉人的舞步(一)〉 蔡幸娟翻唱；收錄於〈中國娃娃回想曲 4〉 關艾翻唱；收錄於〈海鷗飛處彩雲飛〉 齊秦翻唱；收錄於〈齊秦的世紀情歌之謎〉 劉依純翻唱；收錄於〈瓊瑤愛情館 4〉 |
| A2   | 如果你是一片雲 | 瓊瑤         | 古月     | 林國雄 |        | 電影《我是一片雲》插曲 |
| A3   | 溫馨的回憶     | 陳曦         | 沈一鳴   | 林國雄 | 03'02" | 林慧萍翻唱；收錄於〈不要回頭看〉 江明學翻唱；收錄於〈相思何盼〉 |
| A4   | 詩情畫意       | 林煌坤       | 林家慶   | 林國雄 |        | |
| A5   | 盼望的春天     | 陳真         | 陳真     | 林國雄 |        | |
| A6   | 春夢了無痕     | 慎芝         | 尋古     | 林國雄 |        | |
| A7   | 翠湖春曉       | 林煌坤       | 林家慶   | 林國雄 |        | 原唱：江蕾 |
| B1   | 松林的低語     | 瓊瑤         | 古月     | 林國雄 |        | 原名松林相會，電影《我是一片雲》插曲 林靈翻唱；收錄於〈情調重現 1〉 謝雷重新填詞翻唱；收錄於〈失戀酒〉 |
| B2   | 我是一片雲     | 瓊瑤         | 古月     | 林國雄 |        | 電影《我是一片雲》主題曲二 高凌風翻唱；收錄於〈姑娘的酒窩〉 |
| B3   | 那句話         | 鄭貴昶       | 鄭貴昶   | 林國雄 |        | 原唱：江蕾 |
| B4   | 我是一片雲     |              | 古樂     | 林國雄 |        | 電影《我是一片雲》電影音樂 |
| B5   | 不要回頭看     | 黃霑         | 顧嘉輝   | 林國雄 |        | 原唱：蕭孋珠 |
| B6   | 太湖船         | 林福裕、谷寧 | 明清小曲 | 林國雄 |        | 原收錄鳳飛飛《永遠懷念的金曲》 |
| B7   | 海闊天空任逍遙 | 孫儀         | 湯尼     | 林國雄 |        | 原收錄鳳飛飛《星語》 |

## 【歌林黃金十年版】專輯曲目
| 曲序 | 曲名           | 作詞   | 作曲   | 編曲 | 長度   | 備註 |
| 01   | 我是一片雲     | 瓊瑤   | 古月   |      | 03'43" | 電影《我是一片雲》主題曲一 高凌風翻唱；收錄於〈姑娘的酒窩〉 林宛臻翻唱；收錄於〈舞不完醉人的舞步(一)〉 蔡幸娟翻唱；收錄於〈中國娃娃回想曲 4〉 關艾翻唱；收錄於〈海鷗飛處彩雲飛〉 齊秦翻唱；收錄於〈齊秦的世紀情歌之謎〉 劉依純翻唱；收錄於〈瓊瑤愛情館 4〉 |
| 02   | 如果你是一片雲 | 瓊瑤   | 古月   |      | 03'35" | 電影《我是一片雲》插曲 |
| 03   | 詩情畫意       | 林煌坤 | 林家慶 |      | 02'17" | |
| 04   | 溫馨的回憶     | 陳曦   | 沈一鳴 |      | 03'08" | 林慧萍翻唱；收錄於〈不要回頭看〉 江明學翻唱；收錄於〈相思何盼〉 |
| 05   | 盼望的春天     | 陳真   | 陳真   |      | 04'09" | |
| 06   | 松林的低語     | 瓊瑤   | 古月   |      | 03'21" | 原名松林相會，電影《我是一片雲》插曲 林靈翻唱；收錄於〈情調重現 1〉 謝雷重新填詞翻唱；收錄於〈失戀酒〉 |
| 07   | 我是一片雲     | 瓊瑤   | 古月   |      | 02'31" | 電影《我是一片雲》主題曲二 高凌風翻唱；收錄於〈姑娘的酒窩〉 |
| 08   | 那句話         | 鄭貴昶 | 鄭貴昶 |      | 03'22" | 原唱：江蕾 |
| 09   | 春夢了無痕     | 慎芝   | 尋古   |      | 03'23" | |
| 10   | 翠湖春曉       | 林煌坤 | 林家慶 |      | 02'05" | 原唱：江蕾 |
| 11   | 不要回頭看     | 黃霑   | 顧嘉輝 |      | 03'46" | 原唱：蕭孋珠 |
| 12   | 我是一片雲     | 瓊瑤   | 古月   |      | 03'43" | 重唱版 |

## 專輯版本
- 黑膠唱片[6]
  - 1977年1月歌林唱片發行
  - 1977年1月新加坡、馬來西亞、香港風錄可朗（寶麗金 Polydor）唱片發行[7][8]
    - 在新加坡、馬來西亞和香港，此專輯與永遠懷念的金曲專輯同時發行
    - 隨專輯附送巨幅七彩鳳飛飛海報
- 卡帶
  - 1977年1月歌林唱片發行
  - 1977年1月新加坡、馬來西亞、香港風錄可朗（寶麗金 Polydor）唱片發行
- 匣式帶
  - 1977年1月新加坡、馬來西亞、香港風錄可朗（寶麗金 Polydor）唱片發行
- CD
  - 【絕版復刻盤】2000年4月歌林天龍發行
  - 【飛魅力】2005年4月28日飛躍製作；全員集合唱片發行[9]
  - 【鳳靡上輯】2006年6月飛躍藝人經紀工作室製作；喜瑪拉雅發行
  - 【歌林黃金十年 (上集)】2012年9月瑞星唱片發行[10]

### 外部連結
1977年電影
- 豆瓣音乐上《音樂專輯》的資料 （简体中文）